# Dudu Nobre
João Eduardo de Salles Nobre, mais conhecido como Dudu Nobre (Rio de Janeiro, 6 de novembro de 1973), é um compositor e cantor brasileiro. Filho do engenheiro João Nobre e Anita Nobre. Aos cinco anos de idade, começou a estudar piano clássico, e aos nove ganhou o instrumento que se tornaria inseparável, o cavaquinho. É ainda irmão da porta-bandeira Lucinha Nobre, primo do cantor e ator Seu Jorge e afilhado do sambista Zeca Pagodinho.

## Carreira

### Talent show
Em 2008, Dudu Nobre foi um dos participantes da quinta temporada do talent show Dança dos Famosos que é exibido pela Rede Globo, ficando em 10.° lugar na competição. Em 2019, Dudu Nobre participou de um outro talent show que foi um episódio da segunda temporada de Bancando o Chef que é exibido pela RecordTV. Neste episódio, Dudu enfrentou a atriz Isabel Fillardis, no qual foi o vencedor da competição
Em 2022, Dudu Nobre foi um dos participantes da segunda temporada do talent show The Masked Singer Brasil que é exibido pela Rede Globo, com o personagem "Bebê".[carece de fontes?]

### Polêmica de plágio
Em 2001, o compositor Rubens Mathias, processou Waguinho e Dudu Nobre por plágio, segundo o compositor a canção "Nega no Lixo" seria um plágio de "Essa Nega Vai Ter que Sofrer", composta por Rubens e o irmão Valdir Mathias, Dudu Nobre afirmou que Waguinho lhe mostrou a composição dizendo ter recebido de uma mãe de santo.

## Vida pessoal

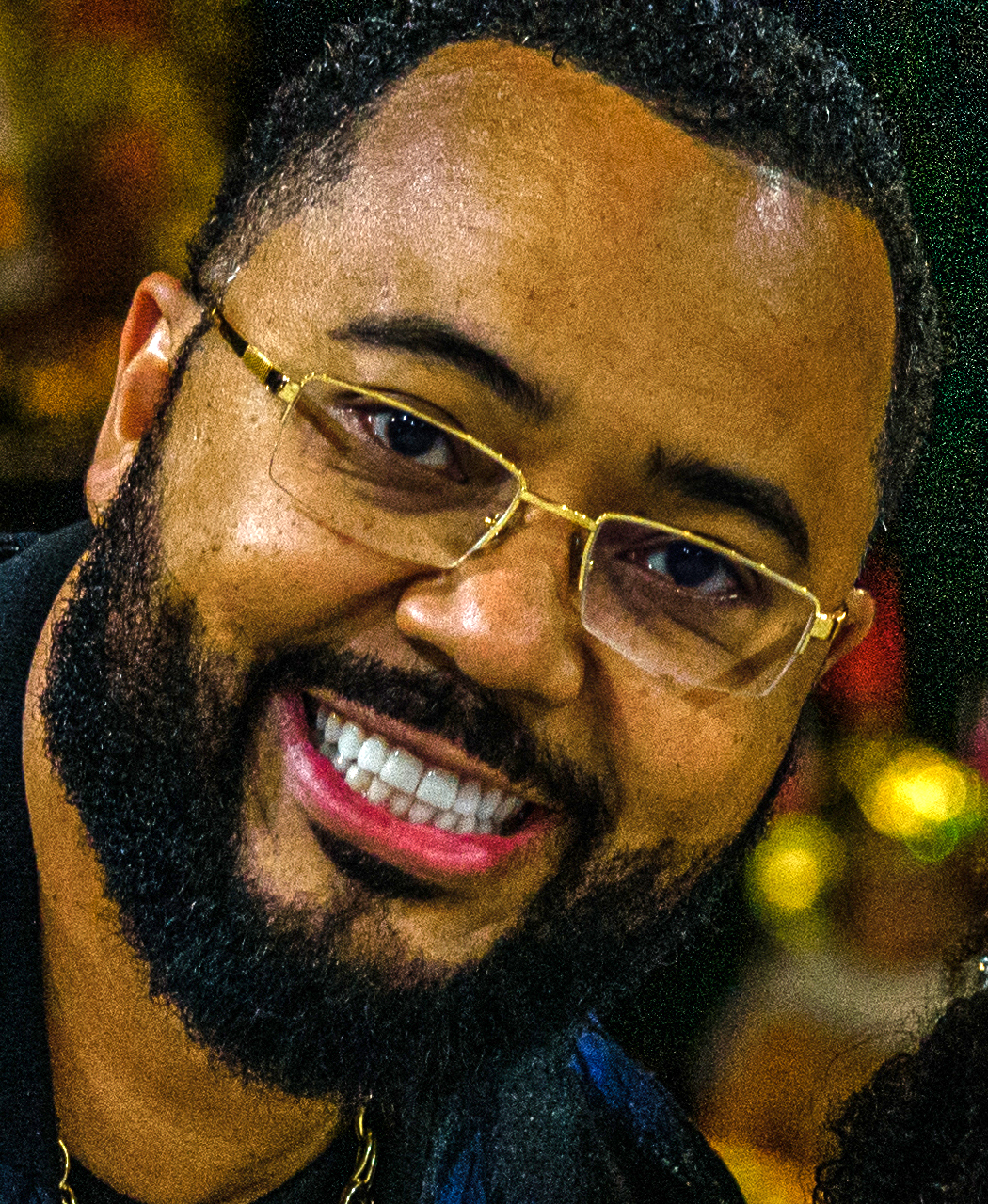
Nobre em 2023

Dudu Nobre é casado com Priscila Nobre que teve os filhos João Eduardo Nobre e Alicia Nobre. Com Adriana Bombom tem duas filhas: Olívia Nobre e Thalita Nobre. Olívia seguiu a carreira musical, adotando o nome artístico Lily Nobre, e em 2023 foi anunciada como participante da décima quinta edição do reality show A Fazenda, da RecordTV.
É primo do também cantor Seu Jorge, e, assim como ele, é descendente de cabo-verdianos.

## Discografia
Álbuns
- 1999: Dudu Nobre
- 2001: Moleque Dudu
- 2003: Chegue Mais
- 2003: Dudu Nobre - ao Vivo
- 2004: Dois no Samba
- 2005: Festa em Meu Coração
- 2005: Maxximum: Dudu Nobre
- 2007: Os Mais Belos Sambas Enredo de Todos os Tempos
- 2008: Essencial
- 2008: Roda de Samba ao Vivo
- 2011: O Samba Aqui Já Esquentou
- 2012: Ainda é Cedo
- 2014: Os Mais Lindos Sambas Enredo de Todos os Tempos
- 2019: O Cavaco Foi Pra Pista
- 2022: Samba de Exaltação
- 2023: Correr pelo certo (single)
- 2024: Morena (single)

Colaborações
- 2012: "Tem que Respeitar" de Bonde da Stronda

## Carnaval

### Como compositor de samba-enredo
| Ano  | Escola de samba                       | Divisão            | Samba-Enredo | Ref.  |
| ---- | ------------------------------------- | ------------------ | --- | ----- |
| 2014 | Unidos do Viradouro                   | Série A (RJ)       | Sou a Terra de Ismael, 'Guanabaran' Eu Vou Cruzar... Pra Você Tiro o Chapéu, Rio Eu Vim Te Abraçar                                                                       | [ 8 ] |
| 2014 | Mocidade Independente de Padre Miguel | Especial RJ        | Pernambucópolis | [ 9 ] |
| 2015 | Mocidade Unida da Glória              | Especial (Vitória) | Nos Reinos de Sua Majestade: o Sonho |       |
| 2015 | Unidos do Porto da Pedra              | Série A (RJ)       | Há Uma Luz que Nunca Se Apaga |       |
| 2016 | Unidos da Tijuca                      | Especial RJ        | Semeando Sorriso, a Tijuca Festeja o Solo Sagrado |       |
| 2016 | Unidos de Vila Maria                  | Especial SP        | A Vila Famosa É mais Bela, Ilhabela da Fantasia |       |
| 2016 | Mocidade Unida da Glória              | Especial (Vitória) | Papo de Botequim |       |
| 2017 | Mocidade Unida da Glória              | Especial (Vitória) | A MUG dá as Cartas! |       |
| 2018 | Unidos de Vila Maria                  | Especial SP        | Aproveitam-se de minha nobreza, você não soube, não te contaram? Suspeitei desde o principio! Não contavam com minha astúcia! Arriba Bolanõs, Arriba Vila, Arriba México |       |
| 2018 | Mocidade Unida da Glória              | Especial (Vitória) | Entre confetes e serpentinas, uma paixão sem igual… Olhares que se cruzam, bocas que se beijam… Amores de carnaval                                                       |       |
| 2019 | Mocidade Unida da Glória              | Especial (Vitória) | Sorrir e Sambar, É Só Começar! |       |
| 2020 | Unidos da Tijuca                      | Especial RJ        | Onde Moram os Sonhos |       |
| 2020 | Camisa 12                             | Acesso 2 (SP)      | O Pão Nosso de cada dia nos dai hoje - Pão vivo, alimento sagrado! Quem dele partilhar, de vida eterna irá gozar!                                                        |       |
| 2020 | Mocidade Unida da Glória              | Especial (Vitória) | Oby: O Imaculado Santuário das Lendas |       |
| 2022 | Unidos de Vila Isabel                 | Especial RJ        | Canta, Canta, Minha Gente! A Vila É de Martinho! |       |
| 2022 | Unidos de Vila Maria                  | Especial SP        | O Mundo Precisa de Cada Um de Nós. A Vila É Porta-Voz |       |
| 2022 | Camisa 12                             | Acesso 2 (SP)      | Um conto para mil e uma noites. A viagem da pantera pra lá de Bagdá |       |
| 2022 | Mocidade Unida da Glória              | Especial (Vitória) | O Leão em Caravana Traz ao Palco da Folia a Imagem e Semelhança com Um Quê de Fantasia                                                                                   |       |
| 2023 | Camisa 12                             | Acesso 2 (SP)      | Da inclusão à superação. Todos somos iguais. Sou um campeão |       |
| 2023 | Mocidade Unida da Glória              | Especial (Vitória) | A Caminho das Terras do Sol Poente |       |
| 2024 | Acadêmicos do Salgueiro               | Especial RJ        | Hutukara |       |

### Como intérprete de samba-enredo
| Ano   | Escola   | Ref.          |
| ----- | -------- | ------------- |
| 2014- | Mocidade | [ 10 ] [ 11 ] |

## Premiações
Abaixo, a lista de prêmios recebidos por Dudu Nobre.
- Gato de Prata

1. 2024 - Melhor samba-enredo (Salgueiro - "Hutukara")[12]

- Plumas & Paetês Cultural

1. 2014 - Melhor samba-enredo (Viradouro - "Sou a Terra de Ismael, 'Guanabaran' Eu Vou Cruzar... Pra Você Tiro o Chapéu, Rio Eu Vim Te Abraçar")[13]
2. 2022 - Melhor samba-enredo (Vila Isabel - "Canta, Canta, Minha Gente! A Vila É de Martinho")[14]

- Prêmio Gazeta do Rio

1. 2022 - Melhor samba-enredo (Vila Isabel - "Canta, Canta, Minha Gente! A Vila É de Martinho")[15]

- Prêmio SRzd

1. 2014 - Melhor samba-enredo (Mocidade - "Pernambucópolis")[16]

- Resenha dos Sambistas

1. 2024 - Melhor samba-enredo (Salgueiro - "Hutukara")[17]

- S@mba-net

1. 2014 - Melhor samba-enredo (Mocidade - "Pernambucópolis")[18]

- Troféu Sambario

1. 2024 - Melhor samba-enredo (Salgueiro - "Hutukara")[19]

- Troféu Tupi Carnaval Total (Super Rádio Tupi)

1. 2024 - Melhor samba-enredo (Salgueiro - "Hutukara")[20]